# COPY BAND GENERATION LIVE VOL.1
『COPY BAND GENERATION LIVE VOL.1』（コピー・バンド・ジェネレイション・ライブ・ヴォル.1）は、大黒摩季とフレンズが発売した映像作品。

## 概要
2004年5月14日にSHIBUYA-AXにて行われた、大黒摩季とフレンズの一夜限りの貴重なライヴを完全収録。

## 収録曲
1. I was born to love you
2. フレンズ
3. 激しい雨が
4. バスルームから愛をこめて
5. I Was Made For Lovin’ You
6. Born to Be wild
7. Honky Tonk Women
8. タイムマシーンにお願い
9. THE ROSE
10. 翼の折れたエンジェル
11. My Revolution
12. HERO~ヒーローになる時、それは今
13. MONEY
14. あゝ無情
15. SOMEDAY